# Liste des cours d'eau du Ceará
 (mars 2025).
Liste des principaux cours d'eau de l'État du Ceará, au Brésil.

## A/G
- Rio Acaraú
- Rio Aracatiaçu
- Rio Aracatimirim
- Rio Banabuiú
- Rio Bastiões
- Rio Batateiras
- Rio Boa Viagem
- Rio Cacondé
- Rio Cangati
- Rio Canindé
- Rio Capitão Mor
- Rio Carás
- Rio Caxitoré
- Rio Ceará
- Rio Choró
- Rio Cocó
- Rio Conceição ou Riacho Conceição
- Rio Coreaú
- Rio Cruxati
- Rio Cunhamati ou Riacho Cunhamati
- Rio Curu
- Rio Curiús
- Rio Figueiredo
- Rio Granjeiro
- Rio Groairas

## I/T
- Rio Itacolomi
- Rio Jaguaribe
- Rio Jaibaras
- Rio Jardim ou Riacho Jardim
- Rio Jatobá
- Rio Jucá
- Rio Macacos ou Riacho dos Macacos
- Rio Macambira
- Rio Missão Velha
- Rio Mundaú
- Rio Pacoti
- Rio Palhano
- Rio Pirangi
- Rio Porcos ou Riacho dos porcos
- Rio Poti
- Rio Quixeramobim
- Rio Salado
- Rio Sangue ou Riacho do Sangue
- Rio São Gonçalo
- Rio Seriema
- Rio Sitiá
- Rio Timonha
- Rio Truçú
- Rio Tucunduba